# Krupski
Krupski (en rus: Крупский) és un poble (un khútor) de l'óblast de Rostov, a Rússia, que en el cens del 2010 tenia 140 habitants, pertany al districte de Salsk.